# Walter Dürst
Walter Paul Dürst, né le 28 février 1927 à Davos et mort le 2 mai 2016, est un joueur suisse de hockey sur glace.

## Biographie
Il participe avec l'équipe de Suisse à deux éditions des Jeux olympiques : en 1948, il remporte la médaille de bronze tandis qu'en 1952, il termine à la cinquième place. Il est aussi médaillé de bronze aux Championnats du monde 1950, 1951 et 1953.
Il évolue en club de 1942 à 1965 au HC Davos, remportant 10 titres de champion de Suisse et cinq fois la Coupe Spengler.
Il est le frère de Hans Dürst et le père de Walter Dürst (en) et Reto Dürst. Il est également le cousin des frères Hans et Ferdinand Cattini.